# Xuanhuaceratop
El xuanhuaceratop (Xuanhuaceratops) és un gènere de dinosaure ceratop que va viure al període Juràssic. Les seves restes fòssils es van trobar a la província de Hebei, al nord-est de la Xina.